# Chicha
Chicha, Chicha je blago alkoholno piće napravljeno od fermentiranog kukuruza ili korijena manioke koje je tradicionalno za mnoga plemena Srednje i Južne Amerike. Međutim, naziv chicha zapravo nije izvorni za ovu regiju, već dolazi od nahuatl riječi koja znači "kiseo". Preko španjolskog je naziv "chicha" posuđen u mnoge južnoameričke jezike, ali varijacije na kečuanskim i ajmara riječima za piće, aswa i kusa, također su vrlo česte. Na jeyiku achagua, riječ za chicha je ku'liaa.
Chichu obično kuhaju žene, a u mnogim je južnoameričkim plemenima snažno povezana s gostoprimstvom. Tradicionalno se nudi gostima, a u nekim se plemenima smatra teškom uvredom odbiti piće chicha. Legende o chichi obično imaju veze s osobom koja pokazuje svoju nepristojnost tako što je nezahvalna kada joj se ponudi chicha ili odbija podijeliti chichu s posjetiteljem.
Danas, iako se ovo tradicionalno autohtono piće (ili vrlo slična bezalkoholna verzija) još uvijek proizvodi u nekim dijelovima Srednje i Južne Amerike, riječ "chicha" također se često koristi za označavanje jabukovače ili bilo koje vrste voćnog soka u mnogim zemljama. Južnoamerički dijalekti španjolskog, zbog čega se čini da je prevalencija tradicionalne upotrebe chicha puno veća nego što zapravo jest!